# FA Cup 1991/92
Der FA Cup 1991/92 war die 111. Austragung des weltweit ältesten Fußballpokalturniers; The Football Association Challenge Cup, oder kurz FA Cup. Der Pokalwettbewerb endete mit dem Finale im Wembley-Stadion am 9. Mai 1992. In dieser Saison wurde das Elfmeterschießen nach Verlängerung in den Wiederholungsspielen eingeführt. Zuvor wurde in diesem Fall ein weiteres Wiederholungsspiel angesetzt. Der Sieger dieser Austragung war der FC Liverpool.

## Kalender
| Runde                              | Datum             |
| ---------------------------------- | ----------------- |
| Vorrunde                           |                   |
| Erste Qualifikationsrunde          |                   |
| Zweite Qualifikationsrunde         |                   |
| Dritte Qualifikationsrunde         |                   |
| Vierte Qualifikationsrunde         |                   |
| Erste Hauptrunde                   | 15. November 1991 |
| Zweite Hauptrunde                  | 7. Dezember 1991  |
| Dritte Hauptrunde                  | 2. Januar 1992    |
| Vierte Hauptrunde                  | 23. Januar 1992   |
| Fünfte Hauptrunde                  | 13. Februar 1992  |
| Sechste Hauptrunde (Viertelfinale) | 6. März 1992      |
| Halbfinale                         | 3. April 1992     |
| Finale                             | 9. Mai 1992       |

## Modus
Kompletter Überblick bei: FA Cup
Der FA Cup wird in Runden ausgespielt. Teilnehmen kann jede Mannschaft, die ein bestimmtes Leistungsniveau hat und ein angemessenes Spielfeld besitzt. Gespielt wird i. d. R. nur mit einem Hinspiel. Bei Unentschieden findet ein Rückspiel statt. Endet das Rückspiel ebenfalls unentschieden geht das Spiel in Verlängerung bzw. Elfmeterschießen. Jeder Sieger erhält eine Prämie aus den Fernsehgeldern, die nach Runde gestaffelt ist.

## Hauptrunde

### Erste Hauptrunde
Die Spiele wurden am Wochenende des 15. November 1991 ausgetragen. Die Wiederholungsspiele fanden am 25. bis 27. November statt.
|                        | Ergebnis |                   |
| ---------------------- | -------- | ----------------- |
| FC Blackpool           | 2:1      | Grimsby Town      |
| Chester City           | 2:1      | AFC Guiseley      |
| FC Darlington          | 2:1      | FC Chesterfield   |
| AFC Bournemouth        | 3:1      | Bromsgrove Rovers |
| FC Barnet              | 5:0      | Tiverton Town     |
| FC Burnley             | 1:1      | Doncaster Rovers  |
| FC Bury                | 0:1      | Bradford City     |
| Yeovil Town            | 1:1      | FC Walsall        |
| West Bromwich Albion   | 6:0      | FC Marlow         |
| FC Scarborough         | 0:2      | Wigan Athletic    |
| FC Wrexham             | 5:2      | Winsford United   |
| Tranmere Rovers        | 3:0      | FC Runcorn        |
| Stockport County       | 3:1      | Lincoln City      |
| FC Windsor & Eton      | 2:4      | FC Woking         |
| Kidderminster Harriers | 0:1      | Aylesbury United  |
| FC Fulham              | 0:2      | FC Hayes          |
| FC Brentford           | 3:3      | FC Gillingham     |
| Maidstone United       | 1:0      | Sutton United     |
| Carlisle United        | 1:1      | Crewe Alexandra   |
| Witton Albion          | 1:1      | Halifax Town      |
| Scunthorpe United      | 1:1      | Rotherham United  |
| Huddersfield Town      | 7:0      | Lincoln United    |
| Mansfield Town         | 0:1      | Preston North End |
| Halesowen Town         | 2:2      | Farnborough Town  |
| FC Morecambe           | 0:1      | Hull City         |
| Torquay United         | 3:0      | Birmingham City   |
| Kettering Town         | 1:1      | Wycombe Wanderers |
| Stoke City             | 0:0      | Telford United    |
| FC Aldershot           | 0:1      | FC Enfield        |
| Peterborough United    | 7:0      | Harlow Town       |
| Colchester United      | 0:0      | Exeter City       |
| Leyton Orient          | 2:1      | Welling United    |
| Slough Town            | 3:3      | FC Reading        |
| Crawley Town           | 4:2      | Northampton Town  |
| Bridlington Town       | 1:2      | York City         |
| Swansea City           | 2:1      | Cardiff City      |
| FC Emley               | 0:3      | Bolton Wanderers  |
| Hartlepool United      | 3:2      | Shrewsbury Town   |
| FC Gretna              | 0:0      | AFC Rochdale      |
| Atherstone United      | 0:0      | Hereford United   |

Wiederholungsspiele
|                   | Ergebnis        |                   |
| ----------------- | --------------- | ----------------- |
| Doncaster Rovers  | 1:3             | FC Burnley        |
| FC Walsall        | 0:1             | Yeovil Town       |
| FC Gillingham     | 1:3             | FC Brentford      |
| Crewe Alexandra   | 5:3             | Carlisle United   |
| Halifax Town      | 1:2             | Witton Albion     |
| Rotherham United  | 3:3 (7:6 i. E.) | Scunthorpe United |
| Farnborough Town  | 4:0             | Halesowen Town    |
| Wycombe Wanderers | 0:2             | Kettering Town    |
| Telford United    | 2:1             | Stoke City        |
| Exeter City       | 0:0 (4:2 i. E.) | Colchester United |
| FC Reading        | 2:1             | Slough Town       |
| AFC Rochdale      | 3:1             | FC Gretna         |
| Hereford United   | 3:0             | Atherstone United |

### Zweite Hauptrunde
Die Spiele wurden am Wochenende des 7. Dezember 1991 ausgetragen. Die Wiederholungsspiele fanden größtenteils am 17. des Monats statt.
|                     | Ergebnis |                      |
| ------------------- | -------- | -------------------- |
| FC Enfield          | 1:4      | FC Barnet            |
| FC Blackpool        | 0:1      | Hull City            |
| FC Darlington       | 1:2      | Hartlepool United    |
| AFC Bournemouth     | 2:1      | FC Brentford         |
| FC Burnley          | 2:0      | Rotherham United     |
| Preston North End   | 5:1      | Witton Albion        |
| AFC Rochdale        | 1:2      | Huddersfield Town    |
| FC Woking           | 3:0      | Yeovil Town          |
| Bolton Wanderers    | 3:1      | Bradford City        |
| Crewe Alexandra     | 2:0      | Chester City         |
| FC Wrexham          | 1:0      | Telford United       |
| Aylesbury United    | 2:3      | Hereford United      |
| Maidstone United    | 1:2      | Kettering Town       |
| Exeter City         | 0:0      | Swansea City         |
| Torquay United      | 1:1      | Farnborough Town     |
| York City           | 1:1      | Tranmere Rovers      |
| FC Hayes            | 0:2      | Crawley Town         |
| Wigan Athletic      | 2:0      | Stockport County     |
| Peterborough United | 0:0      | FC Reading           |
| Leyton Orient       | 2:1      | West Bromwich Albion |

Wiederholungsspiele
|                  | Ergebnis |                     |
| ---------------- | -------- | ------------------- |
| Swansea City     | 1:2      | Exeter City         |
| Farnborough Town | 4:3      | Torquay United      |
| Tranmere Rovers  | 2:1      | York City           |
| FC Reading       | 1:0      | Peterborough United |

### Dritte Hauptrunde
Die Spiele wurden am Wochenende des 4. Januar 1992 absolviert. Nötige Wiederholungsspiele wurden größtenteils für den 14. und 15. Januar angesetzt.
|                        | Ergebnis |                         |
| ---------------------- | -------- | ----------------------- |
| AFC Bournemouth        | 0:0      | Newcastle United        |
| Bristol City           | 1:1      | FC Wimbledon            |
| FC Burnley             | 2:2      | Derby County            |
| Preston North End      | 0:2      | Sheffield Wednesday     |
| FC Southampton         | 2:0      | Queens Park Rangers     |
| FC Woking              | 0:0      | Hereford United         |
| Leicester City         | 1:0      | Crystal Palace          |
| Notts County           | 2:0      | Wigan Athletic          |
| Nottingham Forest      | 1:0      | Wolverhampton Wanderers |
| Blackburn Rovers       | 4:1      | Kettering Town          |
| Aston Villa            | 0:0      | Tottenham Hotspur       |
| Bolton Wanderers       | 2:0      | FC Reading              |
| Crewe Alexandra        | 0:4      | FC Liverpool            |
| FC Middlesbrough       | 2:1      | Manchester City         |
| AFC Sunderland         | 3:0      | Port Vale               |
| FC Everton             | 1:0      | Southend United         |
| Swindon Town           | 3:2      | FC Watford              |
| FC Wrexham             | 2:1      | FC Arsenal              |
| Sheffield United       | 4:0      | Luton Town              |
| Ipswich Town           | 1:1      | Hartlepool United       |
| Bristol Rovers         | 5:0      | Plymouth Argyle         |
| Coventry City          | 1:1      | Cambridge United        |
| Farnborough Town       | 1:1      | West Ham United         |
| Brighton & Hove Albion | 5:0      | Crawley Town            |
| Norwich City           | 1:0      | FC Barnsley             |
| Hull City              | 0:2      | FC Chelsea              |
| Oldham Athletic        | 1:1      | Leyton Orient           |
| Exeter City            | 1:2      | FC Portsmouth           |
| Huddersfield Town      | 0:4      | FC Millwall             |
| Charlton Athletic      | 3:1      | FC Barnet               |
| Leeds United           | 0:1      | Manchester United       |
| Oxford United          | 3:1      | Tranmere Rovers         |

Wiederholungsspiele
|                   | Ergebnis        |                  |
| ----------------- | --------------- | ---------------- |
| Newcastle United  | 2:2 (3:4 i. E.) | AFC Bournemouth  |
| FC Wimbledon      | 0:1             | Bristol City     |
| Derby County      | 2:0             | FC Burnley       |
| Hereford United   | 2:1             | FC Woking        |
| Tottenham Hotspur | 0:1             | Aston Villa      |
| Hartlepool United | 0:2             | Ipswich Town     |
| Cambridge United  | 1:0             | Coventry City    |
| West Ham United   | 1:0             | Farnborough Town |
| Leyton Orient     | 4:2             | Oldham Athletic  |

### Vierte Hauptrunde
Die Spiele fanden am Wochenende des 25. bis 27. Januar 1992 statt. Die erforderlichen Wiederholungsspiele wurden hauptsächlich am 4. und 5.  Februar ausgetragen.
|                     | Ergebnis |                        |
| ------------------- | -------- | ---------------------- |
| FC Southampton      | 0:0      | Manchester United      |
| Leicester City      | 1:2      | Bristol City           |
| Notts County        | 2:1      | Blackburn Rovers       |
| Nottingham Forest   | 2:0      | Hereford United        |
| Sheffield Wednesday | 1:2      | FC Middlesbrough       |
| Bolton Wanderers    | 2:1      | Brighton & Hove Albion |
| Derby County        | 3:4      | Aston Villa            |
| Ipswich Town        | 3:0      | AFC Bournemouth        |
| Bristol Rovers      | 1:1      | FC Liverpool           |
| FC Portsmouth       | 2:0      | Leyton Orient          |
| West Ham United     | 2:2      | FC Wrexham             |
| Norwich City        | 2:1      | FC Millwall            |
| FC Chelsea          | 1:0      | FC Everton             |
| Charlton Athletic   | 0:0      | Sheffield United       |
| Cambridge United    | 0:3      | Swindon Town           |
| Oxford United       | 2:3      | AFC Sunderland         |

Wiederholungsspiele
|                   | Ergebnis        |                   |
| ----------------- | --------------- | ----------------- |
| Manchester United | 2:2 (2:4 i. E.) | FC Southampton    |
| FC Liverpool      | 2:1             | Bristol Rovers    |
| FC Wrexham        | 0:1             | West Ham United   |
| Sheffield United  | 3:1             | Charlton Athletic |

### Fünfte Hauptrunde
Die Begegnungen wurden am 15. und 16. Februar 1992 ausgetragen. Die vier Wiederholungsspiele folgten am 26. Februar.
|                   | Ergebnis |                  |
| ----------------- | -------- | ---------------- |
| Nottingham Forest | 4:1      | Bristol City     |
| Bolton Wanderers  | 2:2      | FC Southampton   |
| AFC Sunderland    | 1:1      | West Ham United  |
| Swindon Town      | 1:2      | Aston Villa      |
| Ipswich Town      | 0:0      | FC Liverpool     |
| FC Portsmouth     | 1:1      | FC Middlesbrough |
| Norwich City      | 3:0      | Notts County     |
| FC Chelsea        | 1:0      | Sheffield United |

Wiederholungsspiele
|                  | Ergebnis |                  |
| ---------------- | -------- | ---------------- |
| FC Southampton   | 3:2      | Bolton Wanderers |
| West Ham United  | 2:3      | AFC Sunderland   |
| FC Liverpool     | 3:2      | Ipswich Town     |
| FC Middlesbrough | 2:4      | FC Portsmouth    |

## Sechste Hauptrunde
Die Spiele fanden vom 7. bis 9. März 1992 statt. Die beiden Wiederholungsspiele fanden ihre Austragung am 18. März.
|                | Ergebnis |                   |
| -------------- | -------- | ----------------- |
| FC Liverpool   | 1:0      | Aston Villa       |
| FC Southampton | 0:0      | Norwich City      |
| FC Portsmouth  | 1:0      | Nottingham Forest |
| FC Chelsea     | 1:1      | AFC Sunderland    |

Wiederholungsspiele
|                | Ergebnis |                |
| -------------- | -------- | -------------- |
| Norwich City   | 2:1      | FC Southampton |
| AFC Sunderland | 2:1      | FC Chelsea     |

## Halbfinale
Die Spiele wurden am 5. April 1992 ausgetragen. Das Wiederholungsspiel wurde am 13. April angepfiffen. Das Halbfinale zwischen Liverpool und Portsmouth wurde in das Highbury in London vergeben. Im Wiederholungsspiel trafen die beiden Teams im Villa Park in Birmingham aufeinander. Die Partie zwischen Norwich und Sunderland fand erstmals nach der Hillsborough-Katastrophe vor drei Jahren wieder im Stadion von Sheffield Wednesday statt.
|              | Ergebnis |                |
| ------------ | -------- | -------------- |
| FC Liverpool | 1:1      | FC Portsmouth  |
| Norwich City | 0:1      | AFC Sunderland |

Wiederholungsspiel
|               | Ergebnis        |              |
| ------------- | --------------- | ------------ |
| FC Portsmouth | 0:0 (1:3 i. E.) | FC Liverpool |

## Finale
| FC Liverpool                                                  | FC Liverpool | AFC Sunderland | AFC Sunderland | Aufstellung                                   |
| ------------------------------------------------------------- | --- | --- | -------------- | --------------------------------------------- |
| FC Liverpool                                                  | \| Samstag, 9. Mai 1992 um 15:00 Uhr in London (Wembley-Stadion) \| \| Ergebnis: 2:0 (0:0) \| \| Zuschauer: 79.544 \| \| Schiedsrichter: Philip Don \| \| Spielbericht \|                             | \| Samstag, 9. Mai 1992 um 15:00 Uhr in London (Wembley-Stadion) \| \| Ergebnis: 2:0 (0:0) \| \| Zuschauer: 79.544 \| \| Schiedsrichter: Philip Don \| \| Spielbericht \|                                                        | AFC Sunderland | Aufstellung FC Liverpool gegen AFC Sunderland |
| FC Liverpool                                                  | Bruce Grobbelaar – Rob Jones, David Burrows, Steve Nicol, Jan Mølby – Mark Wright , Dean Saunders, Ray Houghton, Ian Rush – Steve McManaman, Michael Thomas Cheftrainer: Graeme Souness ( Schottland) | Tony Norman – Gary Owers, Kevin Ball, Gary Bennett, Anton Rogan – David Rush (69. Paul Hardyman), Paul Bracewell , Peter Davenport, Gordon Armstrong (77. Warren Hawke) – John Byrne, Brian Atkinson Cheftrainer: Malcolm Crosby | AFC Sunderland | Aufstellung FC Liverpool gegen AFC Sunderland |
| FC Liverpool                                                  | 1:0 Michael Thomas (47.) 2:0 Ian Rush (68.) | | AFC Sunderland | Aufstellung FC Liverpool gegen AFC Sunderland |
| Samstag, 9. Mai 1992 um 15:00 Uhr in London (Wembley-Stadion) | | |                |                                               |
| Ergebnis: 2:0 (0:0)                                           | | |                |                                               |
| Zuschauer: 79.544                                             | | |                |                                               |
| Schiedsrichter: Philip Don                                    | | |                |                                               |
| Spielbericht                                                  | | |                |                                               |